# Plzeň villamosvonal-hálózata
Plzeň villamoshálózata három vonalból áll, teljes hossza 16,9 km. Összesen 49 megálló található rajta.

## Vonalak
| Járat | Útvonal                              |
| ----- | ------------------------------------ |
| 1     | Bolevec–városközpont–Slovany         |
| 2     | Skvrňany–városközpont–Světovar       |
| 4     | Košutka–városközpont–Bory–Univerzita |
| X     | Garázsmenet                          |

## Képek

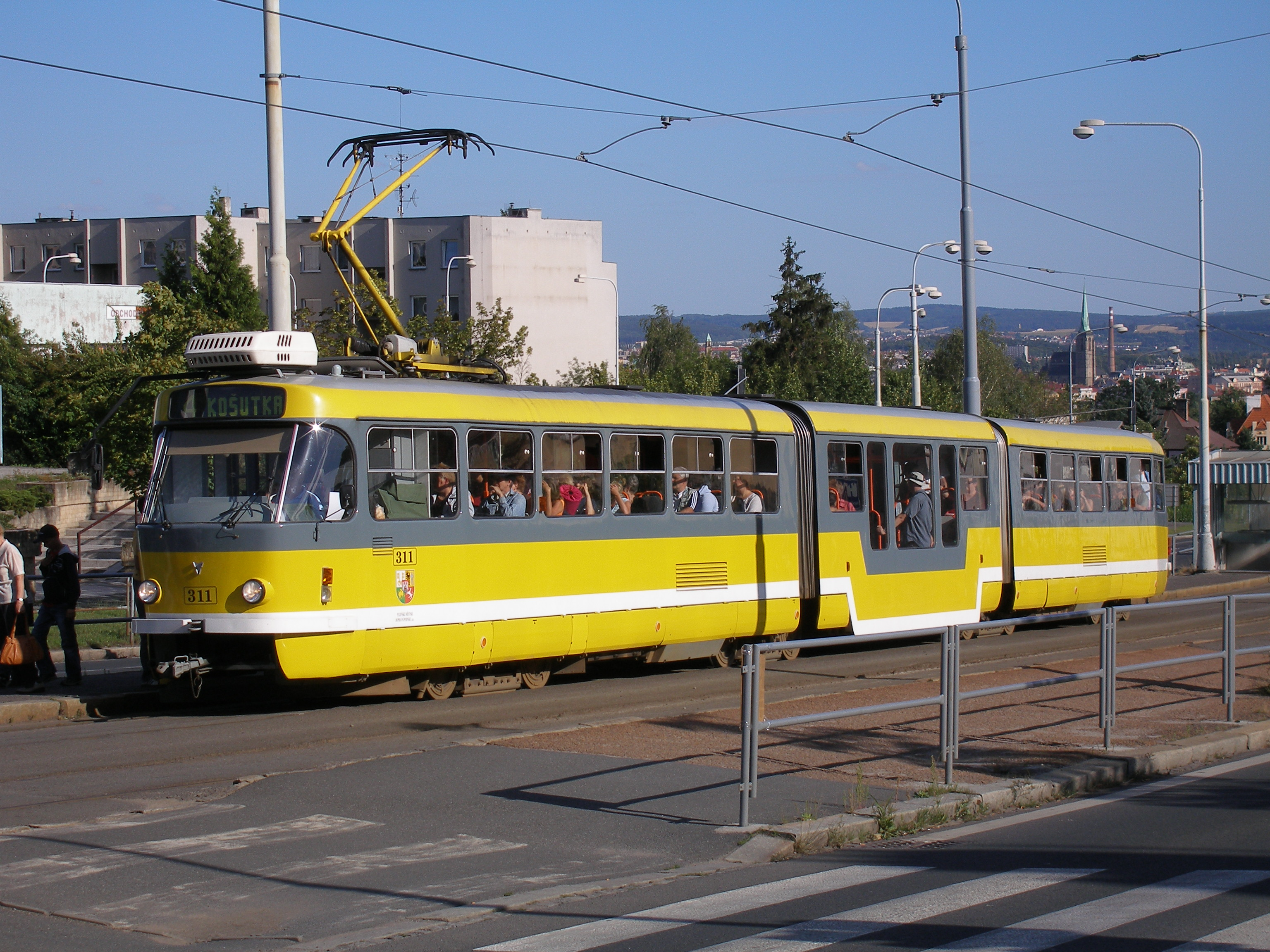
K3R-NT U Družby megállóban
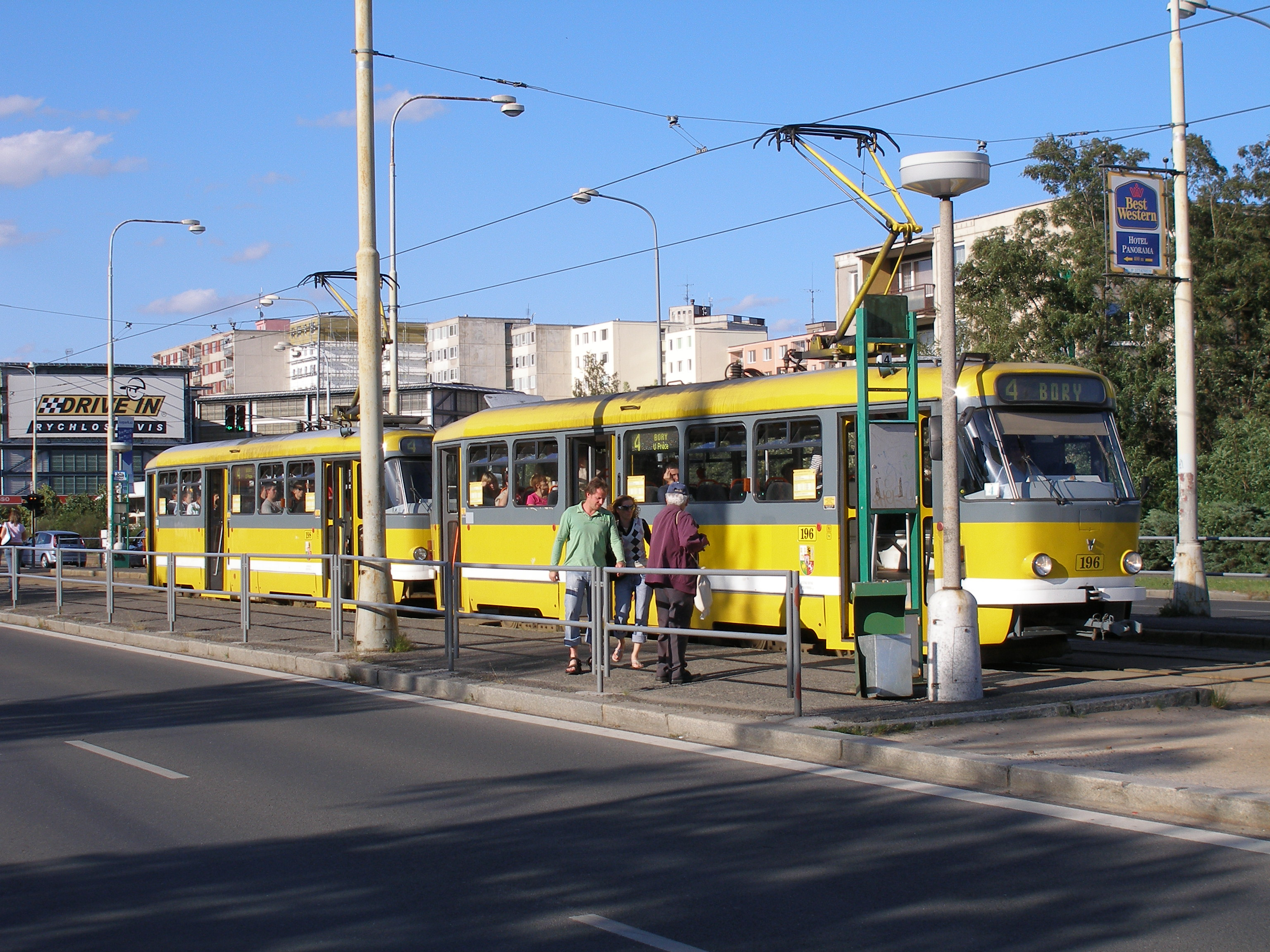
T3R.PV Sokolovská megállóban
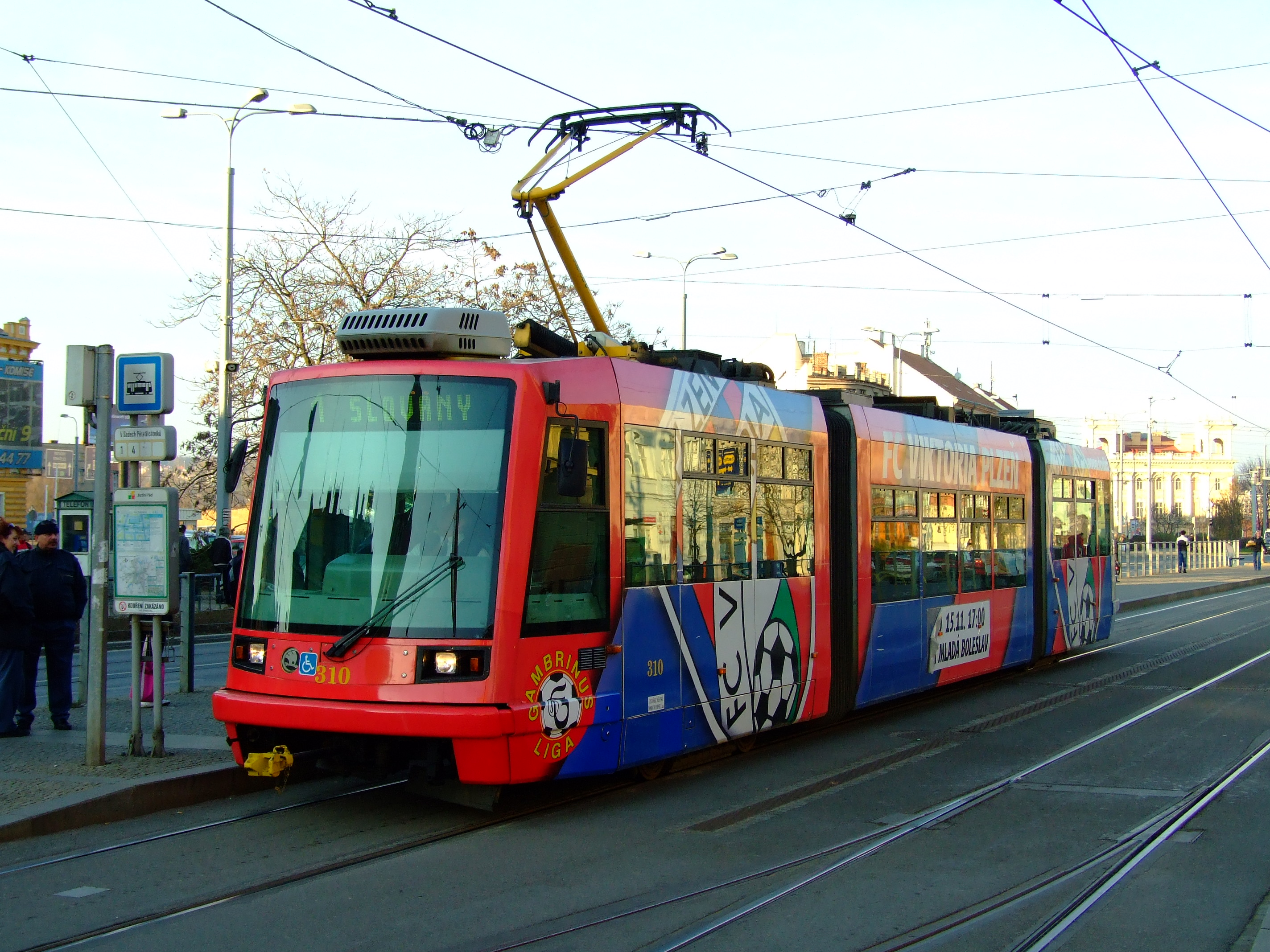
Škoda 03T Sady Pětatřicátníků megállóban
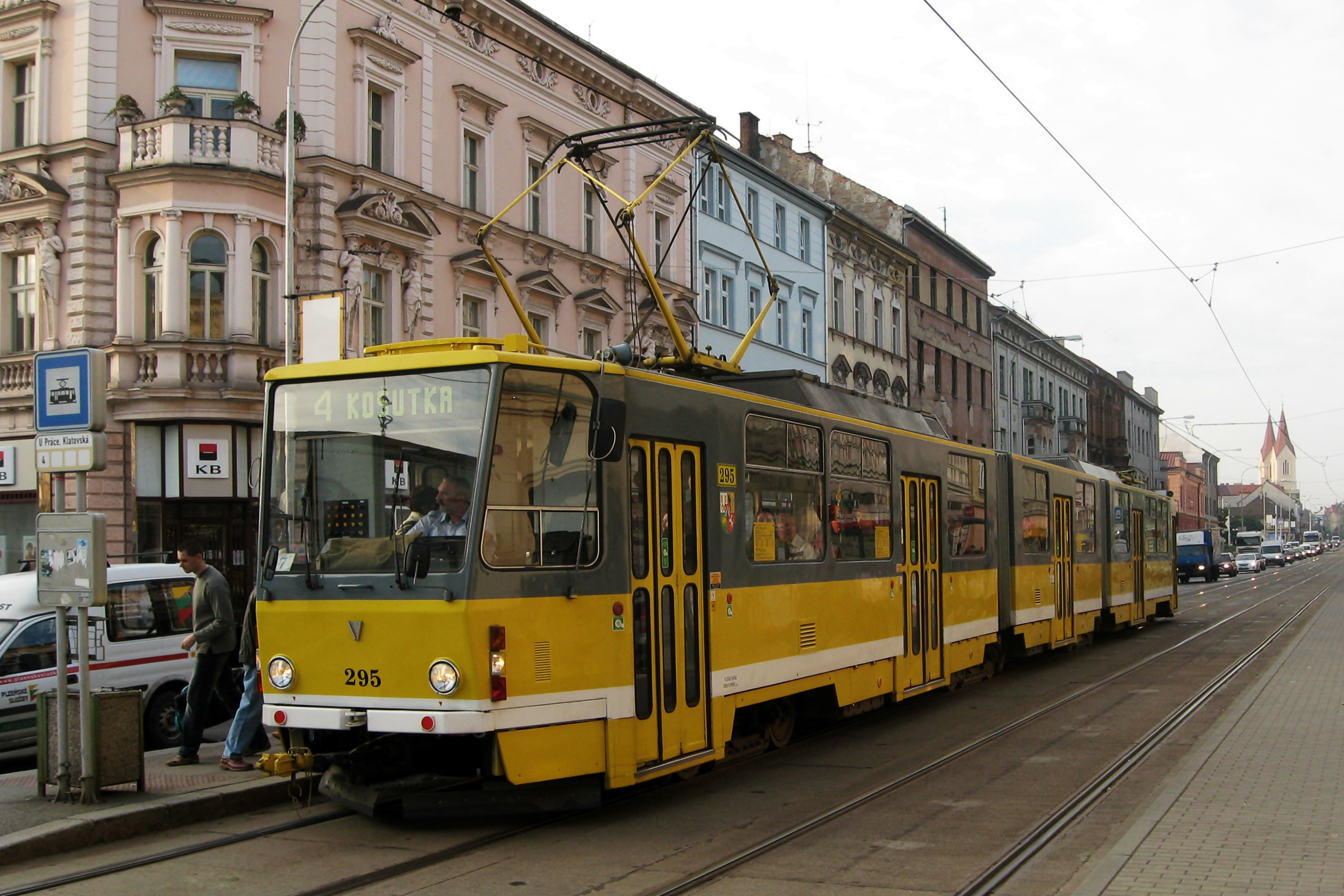
Tatra KT8D5 U Práce, Klatovská megállóban
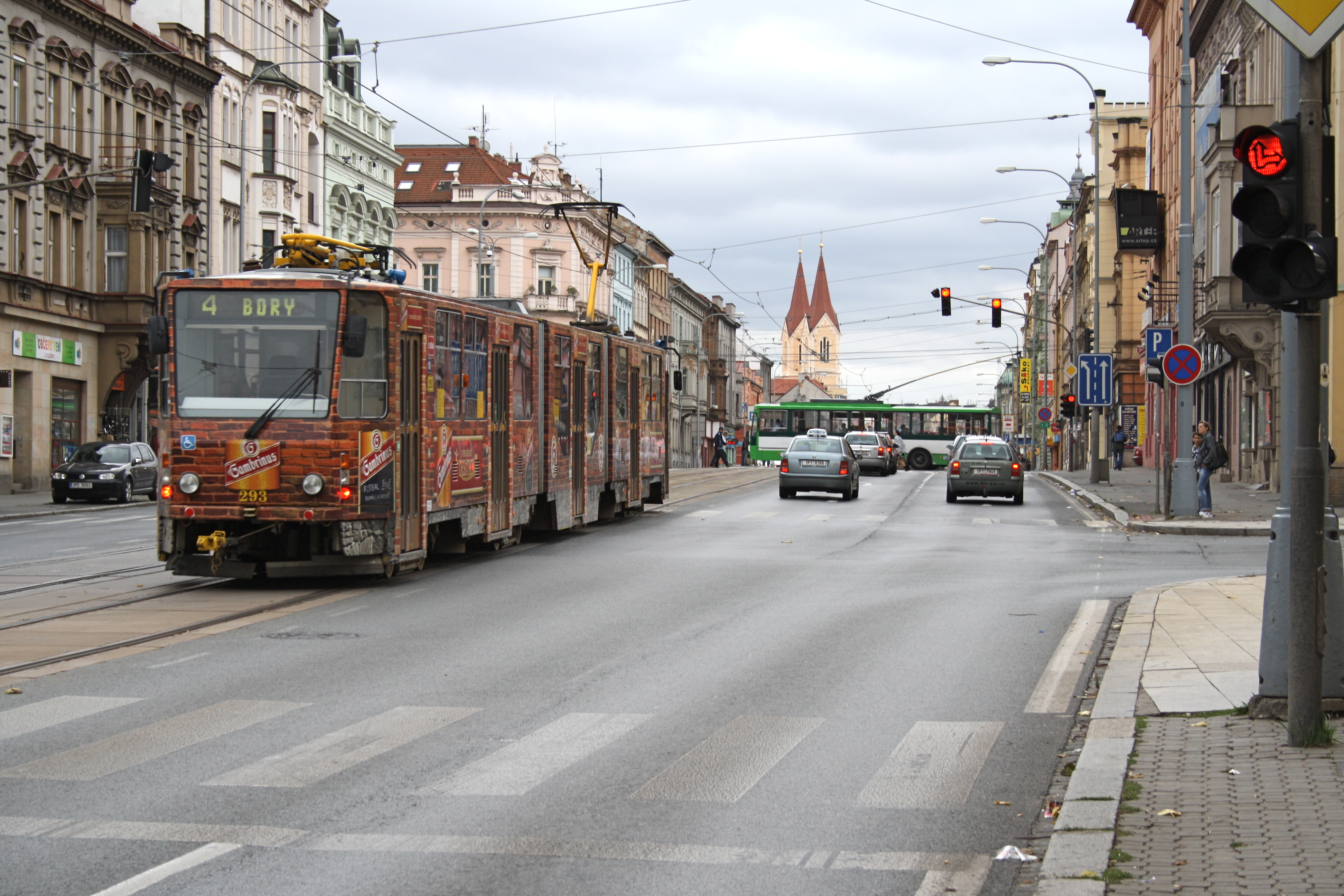
Tatra KT8D5 a Klatovská utcán
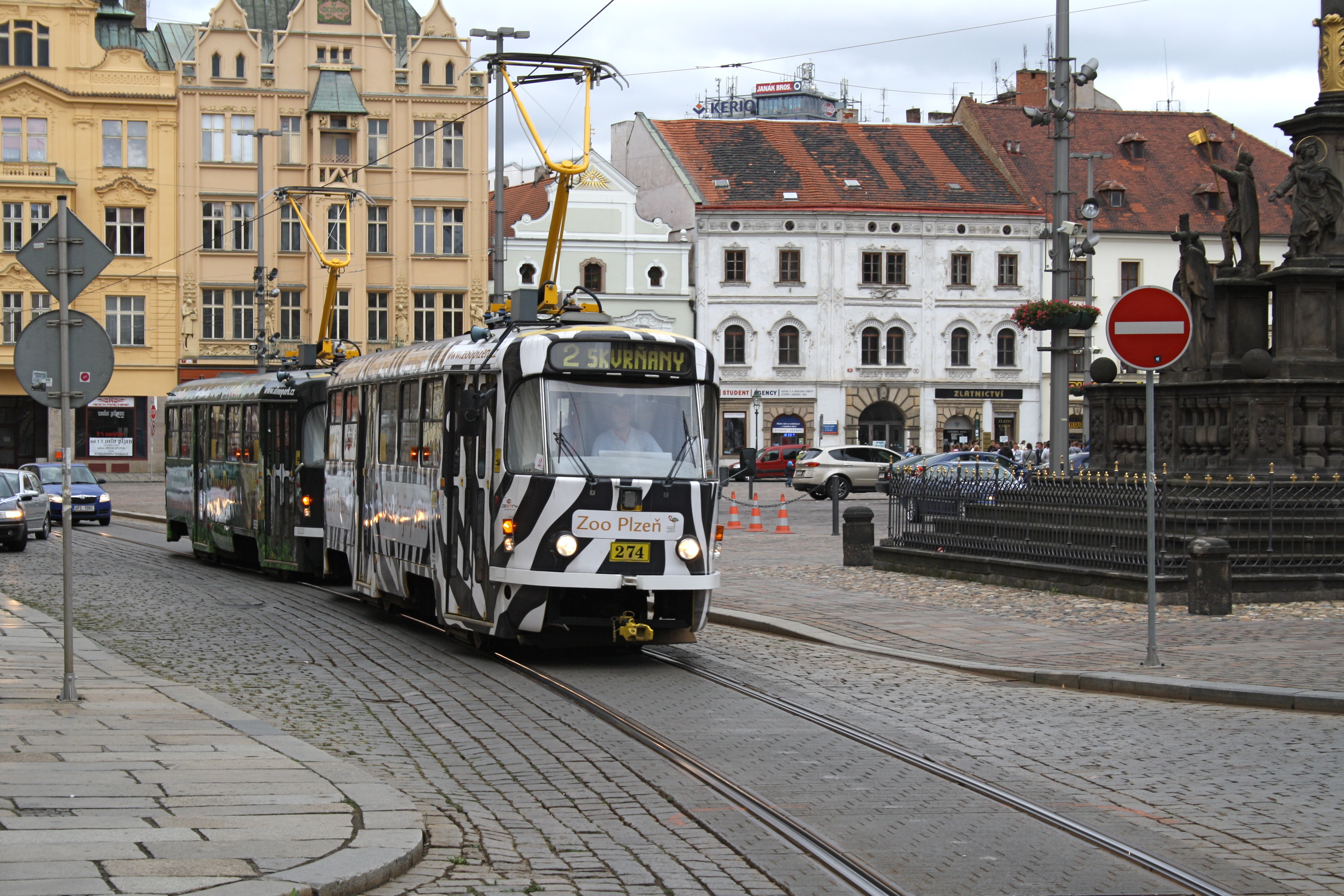
Tatra T3P